# Chrysanthème
Pour l’article ayant un titre homophone, voir Krisantem.
Cet article concerne les plantes à fleurs couramment appelées chrysanthèmes. Pour le genre Chrysanthemum, voir Chrysanthemum.
Taxons concernés
Plusieurs espèces des genres :
- Argyranthemum
- Chrysanthemum
- Glebionismodifier

Les chrysanthèmes  sont des plantes annuelles ou vivaces appartenant à plusieurs genres de la famille des Asteraceae, dont certaines espèces sont très cultivées comme plantes d'ornement. Le terme de « chrysanthème » est un mot du genre masculin qui signifie étymologiquement « fleur d'or ».

## Fleur de la Toussaint
Les plus connus des chrysanthèmes sont les chrysanthèmes d'automne, ou chrysanthèmes des fleuristes (pomponnettes), consacrés au fleurissement des tombes, pour la commémoration de tous les fidèles défunts, ou jour des morts. Dès le milieu du XIXe siècle apparaissent sur les tombes des défunts les chrysanthèmes qui remplacent la flamme des bougies. Mais cette tradition s'est surtout répandue en France comme en Belgique après l’armistice de 1918. Georges Clemenceau, chef du gouvernement, aurait appelé les Français à fleurir les tombes des soldats tombés au front, à l'occasion du premier anniversaire de cet armistice, le 11 novembre 1919. Le président Poincaré lui-même apporte, lors de sa visite officielle au cimetière du Père-Lachaise le 1er novembre 1919, une couronne de chrysanthèmes, tandis que sa femme porte une gerbe de roses. L'écrivain Antoine Redier écrit alors : « Nous allons, pour la première fois depuis cinq ans, visiter en paix nos cimetières
et les parer de fleurs. Je sais un village de France dont toutes les tombes portent un plant de chrysanthèmes blancs. La fleur est petite, mais extraordinairement abondante et fraîche, et ce champ du repos prend un aspect de fête pour recevoir la visite et les prières des vivants aux morts. [...] C'est la saison où abondent les plus somptueuses d'entre elles. Leurs teintes, leur aspect même s'accordent avec les jours mélancoliques de novembre. On les aime pour leur richesse, leur variété, la bizarrerie, parfois monstrueuse, de leurs grosses têtes. Je trouve que le chrysanthème est une fleur triste. [...]
Il ne faut pas être surpris que nous aimions aujourd'hui les chrysanthèmes. Il y a de la mélancolie dans leur teinte et nous sommes dans un temps de mélancolie. Nous ne connaissons pas encore ce ciel radieux, que nous attendions après l'orage. Tourmentés comme elle, il est naturel que nous préférions au muguet et à la violette, au lilas et à la rose, parures divines de notre sol, cette fleur bizarre qui nous arriva, il y a cent ans, des rivages orientaux ».
On a choisi les chrysanthèmes d'automne pour fleurir les tombes des soldats car il fleurit tard dans l’année et peut résister à un gel modéré. Au fil du temps, l’arrivée des chrysanthèmes dans les cimetières a glissé du 11 novembre à la fête des morts le, 2 novembre. En 2010, quelque 21,3 millions de pots ont été achetés en France à la charnière des mois d'octobre et novembre.
Le chrysanthème jaune est un symbole de longévité et d'immortalité en Orient et en Extrême-Orient, mais l'association du chrysanthème à la mort n'est pas universelle. En Europe, on la trouve, outre en France, en Italie, Espagne, Pologne, Hongrie et Croatie. En Asie de l'Est, les chrysanthèmes blancs sont associés au chagrin et à la mort. Aux États-Unis, la fleur est considérée comme positive (sauf à La Nouvelle-Orléans). En Australie, les chrysanthèmes sont offerts aux mères pour la fête des mères.

## Extension du terme «chrysanthème» en français
Le terme « chrysanthème » employé seul ou accompagné d'un qualificatif variétal (Chrysanthème Alba Plena) désigne un élément d'un vaste complexe d'hybrides relevant du genre Chrysanthemum tel qu'accepté par GRIN (2011) (et ayant été aussi appelé Dendranthema), à savoir les chrysanthèmes des fleuristes. Mais il peut aussi avoir une valeur générique et être employé avec un qualificatif (comme « chrysanthème des blés ») et dans ce cas renvoyer à des espèces qui à un moment ou à un autre, ont été classées par les botanistes dans les Chrysanthemum et qui n'avaient pas par ailleurs de désignation vernaculaire plus ancienne, tout en devenant communément connues pour qu'une appellation en français se fasse sentir.
Ainsi, la plante méditerranéenne actuellement officiellement dénommée par les botanistes Glebionis coronaria, qui n'a pas eu d'utilisation médicinale en Europe (contrairement à l'Asie) et ne reçut donc pas de nom commun usuel en français, fut d'abord dénommée Chrysanthemum coronarium par Linné. Les botanistes amateurs ou professionnels l'appelèrent donc communément « chrysanthème couronné » et cette appellation d'usage a continué à perdurer même après que la révision du genre Chrysanthemum l'eut fait passer chez les Glebionis.
Par contre depuis l'Antiquité gréco-latine, plusieurs plantes médicinales reçurent le qualificatif générique de « camomille » (du grec ancien χαμαίμηλον / kamaímêlon (Dioscoride, 3, 137) et du latin chamaemelon puis du latin médiéval camomilla IXe – Xe siècle). C'est pourquoi la Grande Camomille désigne la plante actuellement nommée Tanacetum parthenium, bien qu'elle ait reçu le nom de Chrysanthemum parthenium d'abord par Linné puis par un botaniste allemand du nom de Bernhardi, mais sans que jamais personne n'éprouve le besoin de la renommer dans une forme « chrysanthème » suivi d'un qualificatif quelconque.
De même, la « marguerite, dont le nom français est apparu fin du XIIe- début du XIIIe siècle par emprunt au latin classique margarita « perle » (du grec μαργαρίτης / margarítês), reçut la dénomination botanique de Chrysanthemum leucanthemum par Linné en 1753, puis de Leucanthemum vulgare par Lamarck en 1779, sans que son nom vernaculaire soit remanié.
Exemples de la trace laissée dans la langue commune des variations de dénominations botaniques au cours du temps :
- Glebionis
  - Chrysanthème des jardins : Glebionis coronaria (L.) Cass. ex Spach (syn. Chrysanthemum coronarium L.)
  - Chrysanthème à carène : Glebionis carinatum (Schousb.) Tzvelev (syn. Chrysanthemum carinatum Schousb.)
  - Chrysanthème des moissons, chrysanthème des blés : Glebionis segetum (L.) Fourr. (syn. Chrysanthemum segetum L.), messicole devenue rare, autrefois commune dans les moissons, cultures, sols siliceux en France du Nord en climat atlantique[11].
- Argyranthemum
  - Chrysanthème frutescent : Argyranthemum frutescens (L.) Sch. Bip. (syn. Chrysanthemum frutescens L.)

## Langage des fleurs
Dans le langage des fleurs, le chrysanthème symbolise un amour positif et constant.

## Chrysanthème en Chine
Le chrysanthème (菊花, júhuā) est symbole de longévité en Chine, il y est consommé en infusion (菊花茶, júhuā chá) pour ses propriétés médicinales. Parmi les variétés les plus réputées, la variété gongju (贡菊) des monts Huang, poussant à l'état sauvage sur le territoire de la municipalité de Huangshan, dans la province de l'Anhui ou plus généralement dans une région appelée à partir de 1120 et pendant les dynasties Ming et Qing Huizhou (région) (zh) 徽州, ont la particularité de contenir une importante quantité de sélénium (硒) organique (molécule comportant du sélénium sur une base carbone). Si le sélénium est toxique à l'état pur à forte dose, il devient bénéfique pour lutter contre le cancer, améliorer la longévité sous cette forme[réf. nécessaire]. Voir également le métabolisme du sélénium. Les autres variétés les plus réputées en Chine, sont le hangju (杭菊) ou hangbaiju (杭白菊), de la région de Hangzhou dans la province du Zhejiang, ainsi que les chuju (滁菊) de Chuzhou et boju (亳菊) de Bozhou, poussant tous deux dans la province de l'Anhui[réf. nécessaire].

## Symbolique au Japon
Cette fleur est associée au pouvoir impérial au Japon.

## Production
La Belgique produit environ la moitié des chrysanthèmes de l'Union européenne et ce sur un peu moins de 400 ha. La Flandre produit à elle-seule 11,5 millions d'unités par an, faisant de cette région l'un des plus gros producteurs européens[réf. nécessaire].
À la suite de cette importante production, la Belgique est à la base de nombreuses variétés modernes et de 90% des variétés cultivées en Europe, ce qui explique l'usage du terme « chrysanthème à pompon belge ».